# Обсерваторія Ла-Сагра
Обсерваторія Ла-Сагра (ісп. Observatorio Astronómico de La Sagra, OLS) — це астрономічна обсерваторія, розташована у провінції Гранада, Іспанія. Вона спеціалізується на спостереженні за малими тілами Сонячної системи та є однією з провідних у світі за кількістю відкритих астероїдів. Код цієї обсерваторії в Центрі малих планет — L98. Ла-Сагра оснащена чотирма автоматизованими телескопами, які працюють у віддаленому режимі. Керування ними здійснюється через інтернет без необхідності присутності астрономів на місці. Ці телескопи були розроблені науковцями з Обсерваторії Майорки (Observatorio Astronómico de Mallorca, OAM), і вони не лише фіксують зображення зоряного неба, а й передають дані для подальшого аналізу спеціальними алгоритмами, створеними в OAM. Завдяки цим технологіям обсерваторія Ла-Сагра зробила значний внесок у відкриття астероїдів, зокрема саме тут було знайдено 367943 Дуенде — астероїд, що наблизився до Землі на дуже малу відстань у 2013 році. Загалом тут відкрито понад 1700 астероїдів, і за цим показником обсерваторія займає 12-те місце у світі. Окрім дослідження астероїдів, Ла-Сагра бере активну участь у проєкті La Sagra Sky Survey, що спрямований на виявлення і спостереження навколоземних об'єктів та космічного сміття, що може становити потенційну загрозу для Землі.

## Астероїд Дуенде
Серед багатьох астероїдів, відкритих Обсерваторією Майорки (OAM), особливий інтерес викликав астероїд 367943 Дуенде. Його виявили 15 лютого 2012 року астрономи під керівництвом Жауме Номена (Jaume Nomen), використовуючи чотири автоматизовані телескопи обсерваторії Ла-Сагра.
Розрахунки орбіти показали, що рівно через рік після відкриття, 15 лютого 2013 року, 367943 Дуенде пролетить на рекордно малій відстані від Землі — всього 27 700 км. Це був найменший відомий на той час прохід астероїда такого розміру. Для порівняння, геостаціонарні супутники, які використовуються для зв'язку та метеоспостережень, обертаються на висоті приблизно 35 786 км. Тобто 367943 Дуенде пролетів навіть ближче, ніж багато штучних супутників.

## Огляд неба Ла-Сагра
La Sagra Sky Survey (LSSS) — це астрономічний огляд, який проводився в обсерваторії Ла-Сагра для виявлення та відстеження малих тіл Сонячної системи. Основна мета проєкту полягала у пошуку навколоземних астероїдів і комет, які можуть становити інтерес як з наукової, так і з безпекової точки зору. У рамках цього огляду було відкрито кілька комет, які отримали офіційні позначення: 233P/La Sagra, 279P/La Sagra та 324P/La Sagra. Завдяки високій чутливості обладнання та сприятливим спостережним умовам обсерваторія Ла-Сагра зробила важливий внесок у вивчення малих тіл Сонячної системи. Огляд La Sagra Sky Survey дозволив не лише виявити нові об'єкти, а й відстежувати їхню орбітальну еволюцію, що є важливим для прогнозування можливих зіткнень астероїдів із Землею та кращого розуміння процесів у Сонячній системі.